# Айдемир
А́йдемир (болг. Айдемир) — село в Силістринській області Болгарії. Входить до складу общини Сілістра.

## Населення
За даними перепису населення 2011 року у селі проживали 6087 осіб.
Національний склад населення села:
| Національність   | Кількість осіб | Відсоток |
| ---------------- | -------------- | -------- |
| болгари          | 5209           | 90,1%    |
| турки            | 468            | 8,1%     |
| цигани           | 7              | 0,1%     |
| інша             | 64             | 1,1%     |
| не визначились   | 35             | 0,6%     |
| Всього відповіли | 5783           |          |

Розподіл населення за віком у 2011 році:
Динаміка населення: